# شوكولاتة لورا سيكورد
لورا سيكورد هي شركة شيكولاته كندية لإنتاج الشيكولاته، والحلويات، والآيس كريم. قام بتأسيسها فرانك ب.أوكونور عام (1913) ومعها أول متجر في يونغ ستريت في مدينة تورونتو. وتم تسميتها بهذا الاسم تيمُنًا بلورا سيكورد، البطلة الكندية في حرب 1812.

## الملكية
يمتلك هذه الشركة كلاً من جين وجاك لكليرك، وهما شقيقان مشهوران في مجال صناعة الأغذية في مدينة كيبك. يمتلك الأخوان ليكليرك أيضاً شركة مُتخصصة في إنتاج الشوكولاته. كانت «ناتريات» إحدي فروع شركة بسكويت ليكليرك. تأسست لورا سيكورد علي يد أوكونور، وكانت معروفة باسم لورا سيكورد، وكاندي ستور، وفاني فارمر كاندي ستور في الولايات المتحدة. باعت عائلة أوكونور الشركة عام 1969 إلي شركة جون لابات ليميتيد وظلت مملوكة من قِبَل الكنديين حتي عام 1983.

## المالكين الأجانب 1983-2010
أصبحت شركة لورا سيكورد في الثمنيينات من القرن الثامن عشر ملك لشركة راونتري ماكينتوش كونفيشوناري في مدينة يورك البريطانية. عقب شركة راونتري ماكينتوش، امتلكت شركة نستله الكندية شركة لورا سيكورد، ثم باعتها عام 1998 لشركة أرشيبالد كاندي كوربوراشن الموجودة في شيكاغو والتي باعتها عام 2004 لشركة جولدن برازرز إل إل ثي الموجودة في مدينة بوسطن.

## عودة لورا سيكورد إلي كندا
حصل الأخوان جين وجاك ليكليرك من مدينة كويبك علي ملكية الشركة عام 2010.

## لورا سيكورد اليوم
أصبحت الشركة منذ عام 2010 تمتلك 112 منفذ بيع للتجزئة في جميع أنحاء البلد. وأصبح لها مكاتب في
مدينة ميسيساغا، وأونتاريو، ومدينة كويبك، وكويبك، وكندا.
يتم تصنيع شوكولاته لورا سيكورد في كندا. توجد منافذ بيع التجزئة التي تبيع قطع أو علب الشوكلاته والآيس كريم في جميع أنحاء كندا. وصل عدد المنافذ عام 2004 إلي 174 منفذَا يعمل بهم 1600 موظفًا.
‌